# Casa Empar
La Casa Empar és un edifici noucentista protegit com a bé cultural d'interès local del municipi de Badalona (Barcelonès).

## Descripció
Consta de dos cossos, un que dona al carrer i un altre d'interior, ornats amb esgrafiats. L'element més característic n'és el pas que els uneix, a la planta baixa sota cobert, en forma de galeria amb arcs de mig punt amb columnes toscanes.

## Història
Estava regentada per la Junta de Protecció a la Infància i de la Mendicitat, institució fundada el 1913. Va adquirir aquest edifici destinat a residència de pobres. Es va construir en dues fases. La primera fase se subhastà el 1926, mentre que la segona ho fou dos anys més tard i s'inaugurà el febrer de 1929. Actualment ha passat a escola. Es van fer reformes a l'interior l'any 1987.